# Floris V Holenderski
Floris V Holenderski (ur. 24 czerwca 1254, zm. 27 czerwca 1296 w Muiderbergu) – hrabia Holandii i Zelandii z dynastii Gerolfingów. Syn Wilhelma II i Elżbiety Brunszwickiej. Jeden z najbardziej cenionych średniowiecznych władców Holandii, który zreformował administrację i wpłynął na rozwój handlu.

## Dzieciństwo
Jego ojciec zginął w roku 1256 w bitwie z Fryzami pod Alkmaar. Dwuletni wówczas Floris nie mógł objąć rządów. Władzę w jego imieniu sprawował regent, którym został jego wuj, Floris de Voogd (do 1258), a następnie jego ciotka, Adelajda Holenderska (do 1263), która została pokonana przez hrabiego Geldrii, Ottona II w bitwie pod Reimerswaal w dniu 22 stycznia 1263. Po zwycięstwie Otton został ogłoszony przez szlachtę regentem. Od 10 lipca 1266 Floris panował samodzielnie.

## Rządy
W roku 1272, Floris V wraz z Hainautem Avesnes wyruszył ze zbrojną wyprawą przeciwko Fryzom. Zakończyła się ona niepowodzeniem, które doprowadziło do buntów w kraju. Floris V przywrócił spokój, nadając chłopom szereg przywilejów, przez co szlachta zaczęła nazywać go pogardliwie „bogiem chłopów”.
W 1282 roku ponownie zaatakowali kłopotliwych Fryzów, pokonując ich w bitwie pod Vronen, po czym udało się zdobycie ciała Wilhelma II. Po kampanii w latach 1287–1288 w końcu pokonali Fryzów. W 1287 roku otrzymał również region Zeeland-bewester-Schelde, jako pożyczkę od króla niemieckiego. Jednak lokalna szlachta stanęła po stronie Flandrii, w związku z czym dostał się do niewoli flandryjskiej i musiał ustąpić.
Floris natychmiast chciał wznowić wojnę, ale król Anglii, Edward I Długonogi, przekonał go do niepodejmowania działań zbrojnych. Kiedy w 1292 roku Floris zgłosił roszczenia do tronu Szkocji (jego prababka Ada była siostrą króla Szkocji Wilhelma I), nie otrzymał spodziewanego wsparcia od Edwarda, lecz Anglia wsparła jego roszczenia w nowej, tym razem bardziej udanej, wojnie z Flandrią.

## Śmierć
W roku 1296, na skutek spisku swoich wasali: Gijsbrechta z Amstel, Gerarda z Velzen i Hermana z Woerden, został zamordowany.